# Europamästerskapet i basket för damer 2001
Europamästerskapet i basket för damer 2001 spelades i Gravelines, Le Mans och Orléans i Frankrike och var den 28:e EM-basketturneringen som avgjordes för damer. Turneringen spelades mellan den 14 och 23 september 2001 och totalt deltog tolv lag i turneringen där hemmanationen Frankrike blev Europamästare före Ryssland och Spanien, det var Frankrikes första EM-guld.

## Kvalificerade länder
| - Frankrike (som arrangör) - Grekland - FR Jugoslavien - Litauen - Polen - Rumänien | - Ryssland - Slovakien - Spanien - Tjeckien - Ukraina - Ungern |

## Gruppspelet

### Spelsystem
De tolv lagen som var med i EM var indelade i två grupper med sex lag i vardera. Alla lagen mötte alla en gång i sin grupp innan de fyra bästa lagen i varje grupp gick vidare till kvartsfinalspel, medan de två sämsta laget i varje grupp spelade om platserna nio till tolv. För första gången avgjordes matcherna i Basket-EM i fyra tiominutersperioder istället mot tidigare två tjugominutershalvlekar. Seger i en match gav två poäng och förlust gav en poäng.
|  | Laget spelade om plats 1-8  |
|  | Laget spelade om plats 9-12 |

### Grupp A
| Plats | Nation      | Spelade | Vinster | Förluster | Mål       | Målskillnad | Poäng |
| --- | ----------- | ------- | ------- | --------- | --------- | ----------- | ----- |
| 1 | Frankrike   | 5       | 5       | 0         | 406 – 320 | +86         | 10    |
| 2 | Spanien     | 5       | 3       | 2         | 397 – 344 | +53         | 8     |
| 3 | Polen       | 5       | 3       | 2         | 354 – 329 | +25         | 8     |
| 4 | Jugoslavien | 5       | 3       | 2         | 383 – 373 | +10         | 8     |
| 5 | Rumänien    | 5       | 1       | 4         | 315 – 404 | -89         | 6     |
| 6 | Ukraina     | 5       | 0       | 5         | 322 – 407 | -85         | 5     |
| Inbördes möten avgör placering när tre lag hamnar på samma poäng Spanien besegrade Polen med 78-68 (+10 poäng), Polen besegrade Jugoslavien med 83-66 (+17 poäng) och Jugoslavien besegrade Spanien med 80-79 (+1 poäng), vilket gjorde att Spanien fick +9, Polen +7 och Jugoslavien -16 i inbördes möten |             |         |         |           |           |             |       |

| 14 september 2001 kl 14:30 (CET) | Jugoslavien | 83 – 62 (24-17, 24-9, 13-19, 22-17) Rapport | Ukraina | Orléans |
| 14 september 2001 kl 14:30 (CET) |             |                                             |         | Orléans |

| 14 september 2001 kl 17:00 (CET) | Spanien | 78 – 68 (19-13, 20-9, 14-20, 25-26) Rapport | Polen | Orléans |
| 14 september 2001 kl 17:00 (CET) |         |                                             |       | Orléans |

| 14 september 2001 kl 20:00 (CET) | Rumänien | 52 – 91 (12-24, 12-20, 18-29, 10-18) Rapport | Frankrike | Orléans |
| 14 september 2001 kl 20:00 (CET) |          |                                              |           | Orléans |

| 15 september 2001 kl 15:00 (CET) | Ukraina | 65 – 93 (16-24, 19-19, 16-22, 14-28) Rapport | Spanien | Orléans |
| 15 september 2001 kl 15:00 (CET) |         |                                              |         | Orléans |

| 15 september 2001 kl 17:30 (CET) | Polen | 76 – 55 (15-13, 24-17, 26-12, 11-13) Rapport | Rumänien | Orléans |
| 15 september 2001 kl 17:30 (CET) |       |                                              |          | Orléans |

| 15 september 2001 kl 20:00 (CET) | Frankrike | 88 – 67 (24-23, 17-15, 20-11, 27-18) Rapport | Jugoslavien | Orléans |
| 15 september 2001 kl 20:00 (CET) |           |                                              |             | Orléans |

| 16 september 2001 kl 15:00 (CET) | Rumänien | 61 – 83 (13-25, 16-25, 20-20, 12-13) Rapport | Spanien | Orléans |
| 16 september 2001 kl 15:00 (CET) |          |                                              |         | Orléans |

| 16 september 2001 kl 17:30 (CET) | Frankrike | 84 – 71 (21-19, 25-16, 15-21, 23-15) Rapport | Ukraina | Orléans |
| 16 september 2001 kl 17:30 (CET) |           |                                              |         | Orléans |

| 16 september 2001 kl 20:00 (CET) | Jugoslavien | 66 – 83 (20-20, 16-22, 9-21, 21-20) Rapport | Polen | Orléans |
| 16 september 2001 kl 20:00 (CET) |             |                                             |       | Orléans |

| 18 september 2001 kl 15:00 (CET) | Ukraina | 67 – 86 (17-26, 17-21, 15-21, 18-18) Rapport | Rumänien | Orléans |
| 18 september 2001 kl 15:00 (CET) |         |                                              |          | Orléans |

| 18 september 2001 kl 17:30 (CET) | Spanien | 79 – 80 (23-16, 18-17, 9-22, 21-16) (Förlängning: 8-9) Rapport | Jugoslavien | Orléans |
| 18 september 2001 kl 17:30 (CET) |         |                                                                |             | Orléans |

| 18 september 2001 kl 20:00 (CET) | Polen | 66 – 73 (18-18, 25-12, 13-19, 10-24) Rapport | Frankrike | Orléans |
| 18 september 2001 kl 20:00 (CET) |       |                                              |           | Orléans |

| 19 september 2001 kl 15:00 (CET) | Jugoslavien | 87 – 61 (18-16, 24-19, 25-11, 20-15) Rapport | Rumänien | Orléans |
| 19 september 2001 kl 15:00 (CET) |             |                                              |          | Orléans |

| 19 september 2001 kl 17:30 (CET) | Polen | 61 – 57 (16-17, 17-16, 16-15, 12-9) Rapport | Ukraina | Orléans |
| 19 september 2001 kl 17:30 (CET) |       |                                             |         | Orléans |

| 19 september 2001 kl 20:00 (CET) | Frankrike | 70 – 64 (16-18, 23-8, 8-19, 23-19) Rapport | Spanien | Orléans |
| 19 september 2001 kl 20:00 (CET) |           |                                            |         | Orléans |

### Grupp B
| Plats                                                            | Nation    | Spelade | Vinster | Förluster | Mål       | Målskillnad | Poäng |
| ---------------------------------------------------------------- | --------- | ------- | ------- | --------- | --------- | ----------- | ----- |
| 1                                                                | Ryssland  | 5       | 4       | 1         | 356 – 276 | +80         | 9     |
| 2                                                                | Litauen   | 5       | 4       | 1         | 371 – 358 | +13         | 9     |
| 3                                                                | Ungern    | 5       | 3       | 2         | 317 – 302 | +15         | 8     |
| 4                                                                | Slovakien | 5       | 2       | 3         | 337 – 341 | -4          | 7     |
| 5                                                                | Grekland  | 5       | 1       | 4         | 319 – 380 | -61         | 6     |
| 6                                                                | Tjeckien  | 5       | 1       | 4         | 328 – 371 | -43         | 6     |
| Inbördes möten avgör placering när två lag hamnar på samma poäng |           |         |         |           |           |             |       |

| 14 september 2001 kl 14:30 (CET) | Grekland | 75 – 78 (15-21, 27-24, 18-17, 15-16) Rapport | Litauen | Gravelines |
| 14 september 2001 kl 14:30 (CET) |          |                                              |         | Gravelines |

| 14 september 2001 kl 17:00 (CET) | Tjeckien | 70 – 85 (22-21, 16-20, 15-25, 17-19) Rapport | Slovakien | Gravelines |
| 14 september 2001 kl 17:00 (CET) |          |                                              |           | Gravelines |

| 14 september 2001 kl 20:00 (CET) | Ungern | 65 – 61 (17-11, 10-26, 22-15, 16-9) Rapport | Ryssland | Gravelines |
| 14 september 2001 kl 20:00 (CET) |        |                                             |          | Gravelines |

| 15 september 2001 kl 15:00 (CET) | Litauen | 82 – 80 (27-20, 22-17, 14-13, 19-30) Rapport | Tjeckien | Gravelines |
| 15 september 2001 kl 15:00 (CET) |         |                                              |          | Gravelines |

| 15 september 2001 kl 17:30 (CET) | Slovakien | 56 – 61 (20-16, 7-14, 16-14, 13-17) Rapport | Ungern | Gravelines |
| 15 september 2001 kl 17:30 (CET) |           |                                             |        | Gravelines |

| 15 september 2001 kl 20:00 (CET) | Ryssland | 80 – 35 (17-7, 17-13, 22-6, 24-9) Rapport | Grekland | Gravelines |
| 15 september 2001 kl 20:00 (CET) |          |                                           |          | Gravelines |

| 16 september 2001 kl 15:00 (CET) | Ungern | 55 – 57 (12-15, 14-6, 10-12, 14-17) (Förlängning: 5-7) Rapport | Tjeckien | Gravelines |
| 16 september 2001 kl 15:00 (CET) |        |                                                                |          | Gravelines |

| 16 september 2001 kl 17:30 (CET) | Ryssland | 78 – 70 (22-21, 18-23, 17-15, 21-11) Rapport | Litauen | Gravelines |
| 16 september 2001 kl 17:30 (CET) |          |                                              |         | Gravelines |

| 16 september 2001 kl 20:00 (CET) | Grekland | 74 – 81 (16-16, 16-25, 23-17, 19-23) Rapport | Slovakien | Gravelines |
| 16 september 2001 kl 20:00 (CET) |          |                                              |           | Gravelines |

| 18 september 2001 kl 15:00 (CET) | Litauen | 65 – 62 (14-21, 17-9, 24-13, 10-19) Rapport | Ungern | Gravelines |
| 18 september 2001 kl 15:00 (CET) |         |                                             |        | Gravelines |

| 18 september 2001 kl 17:30 (CET) | Tjeckien | 67 – 72 (17-25, 18-14, 15-18, 17-15) Rapport | Grekland | Gravelines |
| 18 september 2001 kl 17:30 (CET) |          |                                              |          | Gravelines |

| 18 september 2001 kl 20:00 (CET) | Slovakien | 52 – 60 (9-20, 15-13, 12-10, 16-17) Rapport | Ryssland | Gravelines |
| 18 september 2001 kl 20:00 (CET) |           |                                             |          | Gravelines |

| 19 september 2001 kl 15:00 (CET) | Grekland | 63 – 74 (14-25, 20-6, 13-21, 16-22) Rapport | Ungern | Gravelines |
| 19 september 2001 kl 15:00 (CET) |          |                                             |        | Gravelines |

| 19 september 2001 kl 17:30 (CET) | Slovakien | 63 – 76 (13-12, 13-14, 17-25, 20-25) Rapport | Litauen | Gravelines |
| 19 september 2001 kl 17:30 (CET) |           |                                              |         | Gravelines |

| 19 september 2001 kl 20:00 (CET) | Ryssland | 77 – 54 (17-8, 21-16, 17-20, 22-10) Rapport | Tjeckien | Gravelines |
| 19 september 2001 kl 20:00 (CET) |          |                                             |          | Gravelines |

## Slutspelet

### Kvartsfinaler
| 21 september 2001 kl 13:15 (CET) | Ryssland | 64 – 59 (19-16, 17-20, 20-11, 8-12) Rapport | Jugoslavien | Le Mans |
| 21 september 2001 kl 13:15 (CET) |          |                                             |             | Le Mans |

| 21 september 2001 kl 15:30 (CET) | Spanien | 71 – 60 (20-15, 19-10, 20-14, 12-21) Rapport | Ungern | Le Mans |
| 21 september 2001 kl 15:30 (CET) |         |                                              |        | Le Mans |

| 21 september 2001 kl 17:45 (CET) | Frankrike | 72 – 56 (23-19, 13-14, 15-4, 21-19) Rapport | Slovakien | Le Mans |
| 21 september 2001 kl 17:45 (CET) |           |                                             |           | Le Mans |

| 21 september 2001 kl 20:00 (CET) | Litauen | 83 – 81 (19-21, 25-22, 19-22, 20-16) Rapport | Polen | Le Mans |
| 21 september 2001 kl 20:00 (CET) |         |                                              |       | Le Mans |

### Semifinaler
| 22 september 2001 kl 16:30 (CET) | Frankrike | 75 – 44 (16-10, 18-15, 23-10, 18-9) Rapport | Litauen | Le Mans |
| 22 september 2001 kl 16:30 (CET) |           |                                             |         | Le Mans |

| 22 september 2001 kl 18:45 (CET) | Ryssland | 74 – 59 (22-16, 20-16, 17-12, 15-15) Rapport | Spanien | Le Mans |
| 22 september 2001 kl 18:45 (CET) |          |                                              |         | Le Mans |

### Bronsmatch
| 23 september 2001 kl 13:45 (CET) | Litauen | 74 – 89 (13-23, 21-24, 20-25, 20-17) Rapport | Spanien | Le Mans |
| 23 september 2001 kl 13:45 (CET) |         |                                              |         | Le Mans |

### Final
| 23 september 2001 kl 16:00 (CET) | Frankrike | 73 – 68 (18-18, 19-12, 15-20, 21-18) Rapport | Ryssland | Le Mans |
| 23 september 2001 kl 16:00 (CET) |           |                                              |          | Le Mans |

| Europamästare: Frankrikes första EM-titel |

## Placeringsmatcher

### Match om 9:e - 12:e plats
| 21 september 2001 kl 08:45 (CET) | Rumänien | 69 – 71 (22-20, 20-17, 13-18, 14-16) Rapport | Tjeckien | Orléans |
| 21 september 2001 kl 08:45 (CET) |          |                                              |          | Orléans |

| 21 september 2001 kl 11:00 (CET) | Grekland | 67 – 60 (15-13, 18-19, 18-17, 16-11) Rapport | Ukraina | Orléans |
| 21 september 2001 kl 11:00 (CET) |          |                                              |         | Orléans |

### Match om 11:e plats
| 22 september 2001 kl 09:45 (CET) | Rumänien | 67 – 70 (12-18, 22-16, 16-21, 17-15) Rapport | Ukraina | Orléans |
| 22 september 2001 kl 09:45 (CET) |          |                                              |         | Orléans |

### Match om 9:e plats
| 22 september 2001 kl 21:00 (CET) | Tjeckien | 62 – 54 (14-19, 21-16, 13-9, 14-10) Rapport | Grekland | Orléans |
| 22 september 2001 kl 21:00 (CET) |          |                                             |          | Orléans |

### Match om 5:e - 8:e plats
| 22 september 2001 kl 12:00 (CET) | Jugoslavien | 78 – 58 (21-11, 20-18, 19-12, 18-17) Rapport | Ungern | Orléans |
| 22 september 2001 kl 12:00 (CET) |             |                                              |        | Orléans |

| 22 september 2001 kl 14:15 (CET) | Slovakien | 66 – 80 (13-17, 14-18, 19-18, 20-27) Rapport | Polen | Orléans |
| 22 september 2001 kl 14:15 (CET) |           |                                              |       | Orléans |

### Match om 7:e plats
| 23 september 2001 kl 09:15 (CET) | Ungern | 79 – 68 (20-18, 12-24, 20-11, 27-15) Rapport | Slovakien | Orléans |
| 23 september 2001 kl 09:15 (CET) |        |                                              |           | Orléans |

### Match om 5:e plats
| 23 september 2001 kl 11:30 (CET) | Jugoslavien | 82 – 76 (17-22, 20-13, 19-18, 26-23) Rapport | Polen | Orléans |
| 23 september 2001 kl 11:30 (CET) |             |                                              |       | Orléans |

## Slutplaceringar
| 1  | Frankrike   |
| 2  | Ryssland    |
| 3  | Spanien     |
| 4  | Litauen     |
| 5  | Jugoslavien |
| 6  | Polen       |
| 7  | Ungern      |
| 8  | Slovakien   |
| 9  | Tjeckien    |
| 10 | Grekland    |
| 11 | Ukraina     |
| 12 | Rumänien    |